# Asumi Miwa
Asumi Miwa (jap. 三輪 明日美, Miwa Asumi; * 12. März 1982 in der Präfektur Kanagawa, Japan) ist eine japanische Schauspielerin.

## Leben
Sie gab ihr Debüt 1998 in Love & Pop, für den sie 1999 beim Yokohama Film Festival den Preis für die besten Nachwuchsschauspielerin gewann. Größere Aufmerksamkeit bekam sie 2000 durch den Horrorfilm Juon: The Curse mit Takako Fuji und Chiaki Kuriyama. Im selben Jahr erhielt sie auch eine Rolle in Uzumaki. 2003 heiratete sie einen Regisseur, und aus dieser Ehe kamen zwei Kinder, eins 2003 geboren und eins 2007. Ihre ältere Schwester ist Schauspielerin Hitomi Miwa.

## Filmografie (Auswahl)
- 1998: Love & Pop
- 2000: Juon: The Curse
- 2000: Uzumaki
- 2001: Love Ghost
- 2001: Campus Ghost Stories